# Friedrich I. (Württemberg)

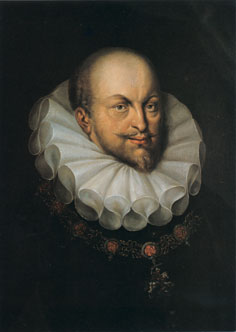
Friedrich I. von Württemberg

Friedrich I. (* 19. August 1557 in Mömpelgard; † 29. Januarjul. / 8. Februar 1608greg. in Stuttgart) war Graf von Mömpelgard (1558–1608) und seit August 1593 der sechste regierende Herzog von Württemberg (1593–1608).

## Leben
Friedrich wurde als Sohn des Grafen Georg I. von Württemberg-Mömpelgard (1498–1558) und der Barbara von Hessen (1536–1597) in Mömpelgard, dem heutigen Montbéliard im Osten Frankreichs, 13 km von der Schweizer Grenze entfernt, geboren. Er hielt sich in seiner Jugend am württembergischen Hof in Stuttgart auf, wo sich Herzog Christoph selbst um seine Erziehung kümmerte.
Von 1571 bis 1574 wurde er in dem späteren Collegium Illustre in Tübingen ausgebildet und besuchte neben verschiedenen deutschen Höfen Dänemark, Ungarn, Österreich, Frankreich, Italien und England. Friedrich unterzeichnete die Konkordienformel von 1577 und das Konkordienbuch von 1580.
1581 schloss er die Ehe mit Sibylla, der Tochter des Fürsten Joachim Ernst von Anhalt. Zu diesem Zeitpunkt erhielt er auch die Regierung seiner linksrheinischen Herrschaften von Württemberg-Mömpelgard.
Als am 8. Augustjul. / 18. August 1593greg. sein Cousin 2. Grades, Herzog Ludwig von Württemberg, ohne Nachkommen starb, erbte Friedrich die Herzogswürde und die Macht über das gesamte Herzogtum Württemberg. Damit war Württemberg-Mömpelgard wieder bis zum Regierungsantritt der neuen Nebenlinie Ludwig Friedrichs 1617 mit dem Herzogtum Württemberg in Personalunion verbunden.
Friedrich I. erkaufte 1599 die Rückwandlung Württembergs, welches seit 1534 ein österreichisches Afterlehen war, in ein Reichslehen. Den Habsburgern wurde eine Anwartschaft auf das Land eingeräumt für den Fall, dass das Haus Württemberg in männlicher Linie aussterben sollte, wozu es jedoch nie kam. Im selben Jahr, 1599 gab Friedrich den Befehl zur Anlage einer neuen Stadt am Ostrand des Nordschwarzwalds, die den Namen Freudenstadt erhielt.
Im Jahre 1603 wurde er zum Ritter des Hosenbandordens ernannt. Eine Delegation aus Großbritannien verlieh ihm im Auftrag von König James I. diese Ehrung. Die Entscheidung selbst wurde noch unter der Herrschaft der Königin Elisabeth I. getroffen. Die feierliche Investitur fand zwischen dem 2. und 14. Oktober 1603 in Stuttgart statt.

### Förderung der Künste und Wissenschaften
Friedrich förderte schon in seiner Zeit als Graf von Mömpelgard nicht nur Unternehmungen im Bereich der Infrastruktur und Wirtschaft wie Brücken, Bergwerke und Eisenhütten, sondern auch Projekte zur Hebung des Geisteslebens und der schönen Künste. Immer wieder lieh er sich aus Stuttgart die Architekten und Ingenieure Georg Beer und Heinrich Schickhardt aus.
Von Anfang an spielten bei den kulturellen Unternehmungen Friedrichs auch Verbindungen zum französischen Sprachraum eine große Rolle. So arbeitete ab 1571 in Mömpelgard der Naturforscher Jean Bauhin und ab 1586 der aus Lyon stammende Drucker Jaques Foillet. Der erste richtete einen Botanischen Garten ein, einen der ersten nördlich der Alpen. Der letztere druckte in Mömpelgard etwa 150 Werke, die etwa zu je einem Drittel die deutsche, die französische und die lateinische Sprache repräsentierten. In Mömpelgard wurde auch eine große humanistisch geprägte Bibliothek aufgebaut.
1593, mit dem Regierungsantritt als Herzog in Stuttgart modernisierte Friedrich auch die dortige Hofkultur und gab ihr einen dezidiert weltläufigeren Charakter als zuvor unter Herzog Ludwig. Schon bald wurden Hofkünstler aus Frankreich, aus England (wie die Kammermusiker John Price, John und David Morrell) und aus Italien in den Dienst genommen. Die Hofmode öffnete sich den französischen Neuerungen.
Friedrich sammelte seltene Objekte und Raritäten und begründete um 1596 die Kunst- und Wunderkammer der württembergischen Herzöge, nachdem vorher schon in einem Lusthaus die Harnischkammer besondere Schaustücke vereinigt hatte. Mit all diesen Veränderungen setzte sich Friedrich deutlich ab von der Haltung seines Cousins und Vorgängers Herzog Ludwig, der althergebrachte einheimische Gebräuche und auch Hofdiener aus dem eigenen Lande bevorzugt hatte.
Friedrich war ein Anhänger der Alchemie und ließ im Rahmen einer Affäre um die Verhaftung des polnischen Alchemisten Sendivogius (1605) seinen Hofalchemisten Mühlenfels hinrichten. Auch den Alchemisten Alexander Seton ließ er verfolgen, nachdem er von diesem bei der vorgeblichen Goldmacherei hereingelegt worden war (Seton war damals allerdings wahrscheinlich schon tot). Schon 1598 warb er den Alchemisten Hans Heinrich Nüscheler aus Zürich zum Goldmachen an. Wegen seiner Erfolglosigkeit wurde Nüscheler 1601 inhaftiert und hingerichtet. Insgesamt beschäftigte der Herzog zehn Hofalchemisten, von denen er fünf hinrichten ließ. Sein gut eingerichtetes Labor befand sich im alten Lusthaus im Tier- und Lustgarten. Weitere Laboratorien gab es im Stuttgarter Neuen Spital und im Freihof in Kirchheim unter Teck. Allerdings benutzte er sie nicht nur für Alchemie, sondern auch zum Beispiel zur Analyse von Erzen und Metallurgie im Rahmen seiner Suche nach Bodenschätzen in seinem Herzogtum. Dabei entdeckte man auch die Eignung der Mineralbrunnen in Bad Boll für Heilzwecke. Für seine alchemistische Leidenschaft gab er tausende Gulden aus, was ihm der Landtag 1599 vorwarf.

## Nachkommen

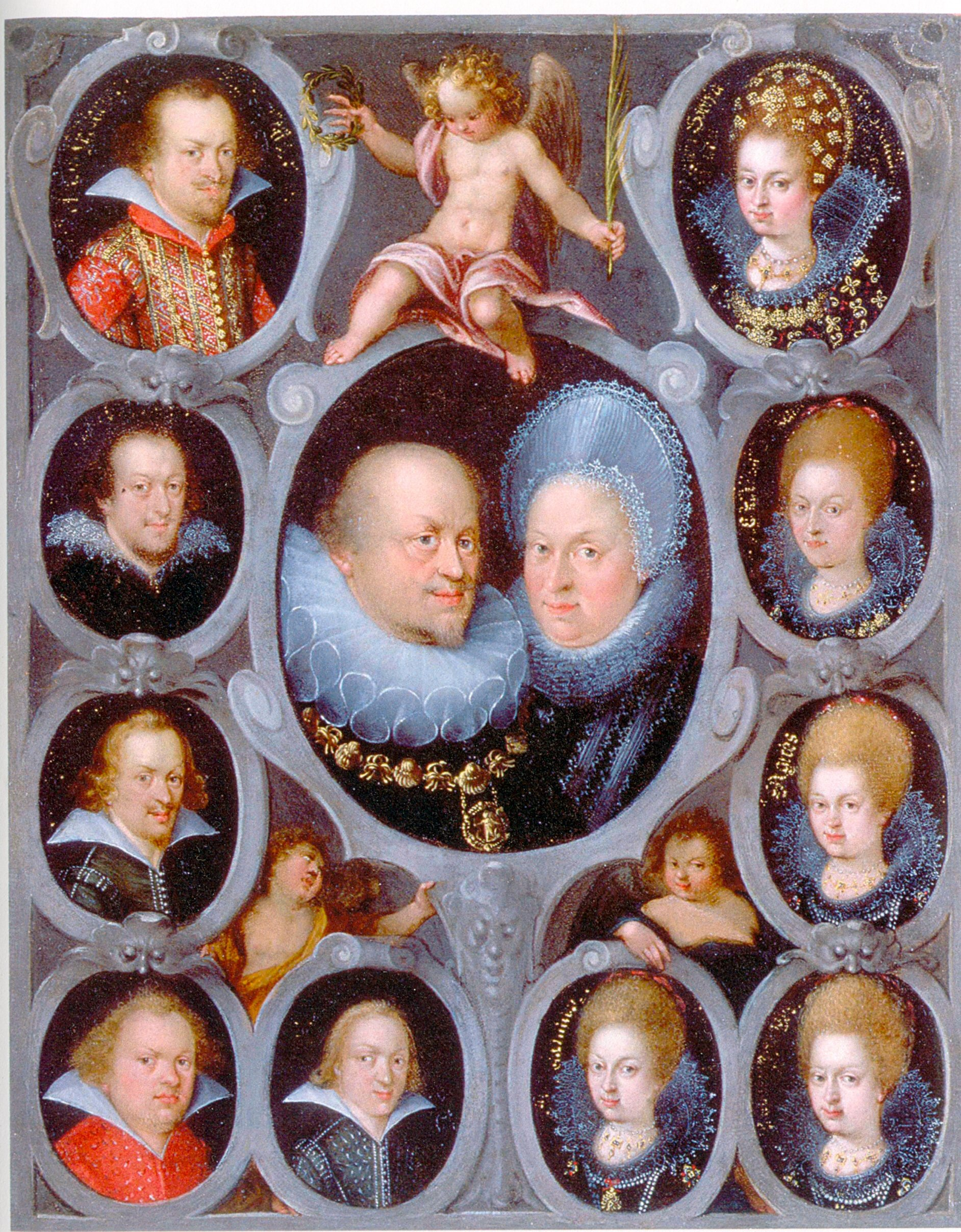
Herzog Friedrich I. von Württemberg und Sibylla von Anhalt (im Zentrum), die fünf Söhne: Johann Friedrich, Ludwig Friedrich, Julius Friedrich, Friedrich Achilles und Magnus (von oben links bis unten), die fünf Töchter: Sibylla Elisabeth, Eva Christina, Agnes, Barbara und Anna (von oben rechts bis unten)

Friedrichs Kinder aus seiner Ehe mit Sibylla von Anhalt (1564–1614), Tochter des Fürsten Joachim Ernst von Anhalt, waren:
- Johann Friedrich (1582–1628), Herzog von Württemberg
- Georg Friedrich (1583–1591)
- Sibylla Elisabeth (1584–1606) ⚭ Johann Georg I., Kurfürst von Sachsen
- Elisabeth (*/† 1585)
- Ludwig Friedrich (1586–1631), Herzog von Württemberg-Mömpelgard
- Joachim Friedrich (*/† 1587)
- Julius Friedrich (1588–1635), Herzog von Württemberg-Weiltingen
- Philipp Friedrich (*/† 1589)
- Eva Christina (1590–1657) ⚭ Johann Georg, Herzog von Brandenburg-Jägerndorf
- Friedrich Achilles (1591–1631), Herzog von Württemberg-Neuenstadt
- Agnes (1592–1629) ⚭ Franz Julius, Prinz von Sachsen-Lauenburg
- Barbara (1593–1627) ⚭ Friedrich V., Markgraf von Baden-Durlach
- Magnus (1594–1622), Herzog von Württemberg-Neuenbürg
- August (*/† 1596)
- Anna (1597–1650)